# ムスリムガーゼ
ムスリムガーゼ（Muslimgauze、日本ではムスリムガウゼ、ムスリムゴーズとも表記される）はイギリス人音楽家、ブリン・ジョーンズ（Bryn Jones、1961年7月17日 - 1999年1月14日）のアーティストネーム。
ユニット名義ではあるが、実質的にブリン個人の音楽プロジェクトである。

## 略歴
イギリスマンチェスター出身のミュージシャン、ブリン・ジョーンズは、1982年に勃発したイスラエルのレバノン侵攻を契機として、当初「E.g Oblique Graph」というアーティストネームで活動を始めた。その後「Muslimgauze」に改名し、1983年には同名義での初作品「Hammer & Sickle」（EP）、「Kabul」（LP）、「Opaques」（CT）を発表した。
アナログ・シンセサイザーによる電子音楽と、現地の機材や楽器を用いた中東音楽を融合させたスタイルで、活発な活動を展開し、オリジナルスコアを約2,000曲、オリジナルアルバムを90枚以上発表した。多数の作品を通して掲げられたテーマは「パレスチナの自由」、「反シオニズム」で、極めて政治的主張の色濃いものであった。生涯に亘って欧米諸国のイスラエル支援を非難し、その為リリースや活動が制限される事も少なくなかった。
一方では非常にダンサブルなサウンドから、ライブパフォーマンスへの期待やクラブDJによるリミックスの要望も多かったが、本人はいずれにも否定的でありライブは滅多に開催されず、リミックスは自身の手で行う事も多かった。
1998年12月30日肺炎による細菌症で倒れ、翌1999年1月14日に逝去。37歳。
死後もその人気は衰えず、皮肉な事に本人が望まなかった他者によるリミックス作品などが、現在も活発にリリースされている。

## 作風
- 上述通り電子音楽と中東音楽を融合させながら、主に作品タイトルなどで政治的な主張を表明していた。一例としては「AZZAZIN（暗殺者）」、「RETURN OF BLACK SEPTEMBER（黒い九月の帰還）」、「NO HUMAN RIGHTS FOR ARABS IN ISRAEL（イスラエルではアラブ人に人権はない）」などがある。
- 音楽性としてはノイズミュージックにカテゴライズされることも多いが、ブレイクビーツを導入したディスコティックなリズムに、中東土着の音階や民族楽器を織り交ぜ、狂気的なノイズを生み出す独特の音像を構築している。
- マーケティング戦略には非常にストイックで、会員制を敷いての数量限定リリースを行っていた。そのリリース単位は数百から2,000枚程度で、多くの作品が入手困難となっている。ただし本人の死後はリミックスや追加トラックを交えて再発が行われる事も少なくない。ただし再発も通常は枚数限定である。

## ディスコグラフィー
非常に数が多いため、英語版ウィキペディアを参照。